# クルマンジー人

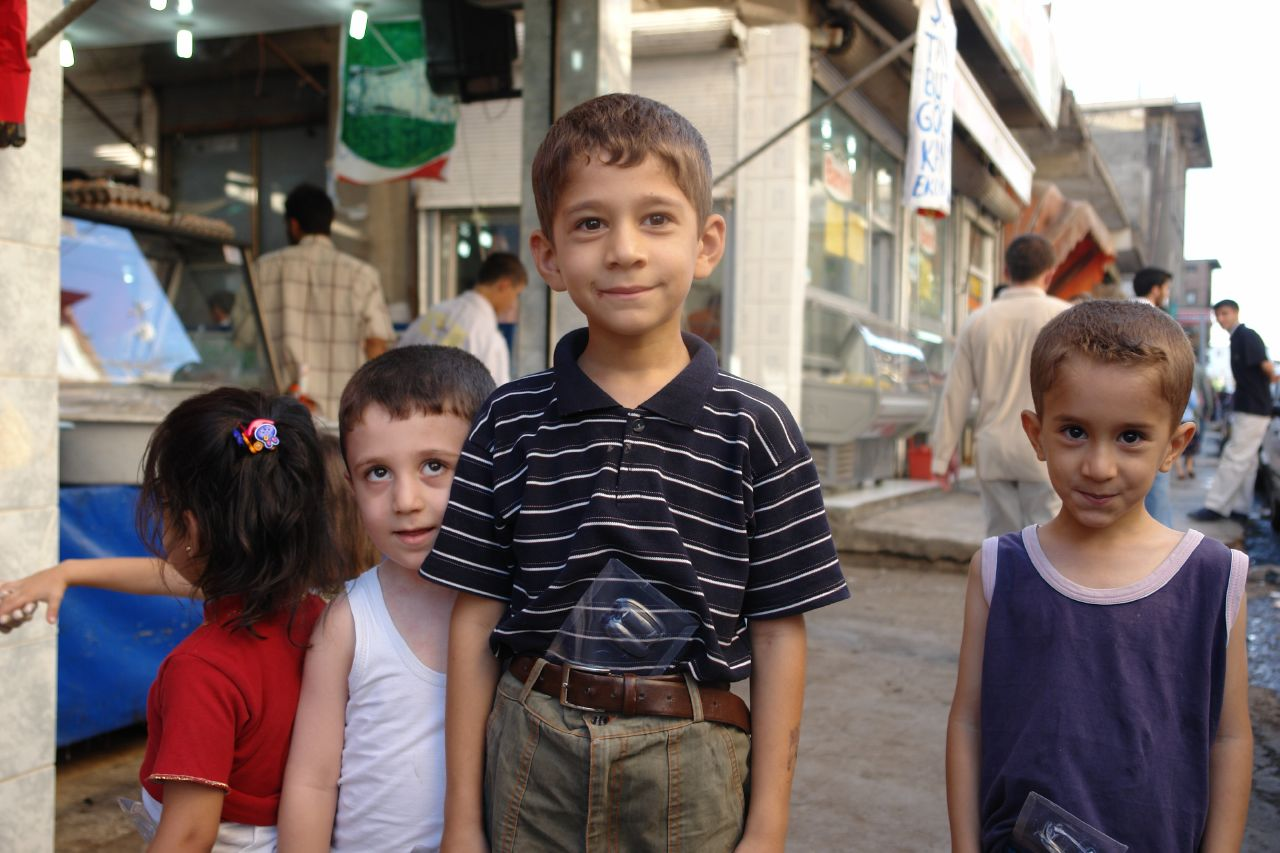
クルド人の子供（ディヤルバクル）

クルマンジー人（クルマンジーじん、トルコ語: Kurmançlar, Kurmanclar）とは、クルマンジーを話すクルド人のことを指す。ザザキ語の方言であるキルマンジュキ語の話者と名称が似ているため混合されがちだが、両者は異なる。トルコ、イラン、イラク、シリアに住む。ロシア連邦の人口統計ではクルマンジー人と分けられることがあるが、通常はクルド人そのものを指す。